# Mars Observer
Mars Observer (também denominada como Mars Geoscience/Climatology Orbiter) foi uma sonda espacial estadunidense, lançada em 25 de setembro de 1992 com destino ao planeta Marte. Tinha como objetivo estudar a superfície, a atmosfera, o clima e o campo magnético marciano.
Durante a fase de viagem de cruzeiro interplanetária, a comunicação com a sonda foi perdida 3 dias antes de sua inserção orbital. As tentativas de restabelecer contato com a sonda foram fracassadas.
A sonda representava um regresso ao planeta desde a última e bem sucedida missão do Programa Viking. Tratava-se de uma missão altamente ambiciosa que visava realizar o levantamento topográfico e fotográfico da superfície inteira do planeta.

## Características

### Concepção
Em 1984, uma missão de alta prioridade para o planeta Marte foi estabelecida pelo Comitê de Exploração do Sistema Solar. A então denominada Mars Geoscience/Climatology Orbiter, seria uma sonda orbitadora e seria planejada para expandir a vasta informação já recolhida pelo Programa Viking. Os objetivos preliminares da missão esperavam que a sonda fornecesse dados do campo magnético planetário, detecção de certas assinaturas de linhas espectrais de minerais na superfície, imagens da superfície a 1 metro por pixel e dados de elevação global.

### Planejamento inicial
A Mars Observer foi originalmente planejada para ser lançada em 1990 através de um ônibus espacial. A possibilidade de se utilizar um veículo lançador descartável também foi sugerida, se a sonda fosse projetada para atender a certas restrições. Em 12 de março de 1987 a data de lançamento da sonda foi remarcada para 1992, no lugar de outras missões atrasadas (Galileo, Magellan e Ulysses) após o desastre com o ônibus espacial Challenger.
Junto com o atraso de lançamento, sobre-custos orçamentais exigiu a eliminação de dois instrumentos da sonda, para atender o lançamento planejado de 1992.

### Objetivos da missão
Os objetivos da missão eram:
1. Determinar certas assinaturas de linhas espectrais de minerais na superfície;
2. Definir a topografia e o campo gravitacional global;
3. Estabelecer a natureza do campo magnético marciano;
4. Determinar a distribuição temporal e espacial, abundância, fontes e sumidouros de voláteis e poeira ao longo de um ciclo sazonal;
5. Explorar a estrutura e a circulação da atmosfera marciana.

### Características da sonda

#### Design
A Mars Observer tinha uma massa de 1 018 kg, com sua plataforma medindo 1,1 metros de altura, 2,2 metros de largura e 1,6 metros de comprimento. A sonda foi baseada em projetos de satélites anteriores, originalmente destinados e desenvolvidos para orbitar a Terra.
O design do satélite Satcom foi utilizado extensivamente pela plataforma de satélite, propulsão, proteção térmica e painéis solares. Os projetos dos satélites TIROS e DMSP Block 50-2 também foram utilizados na implementação do Sistema de Controle de Atitude e Articulação (AACS), subsistema de comando e energia, e no sistema de manipulação de dados da Mars Observer. Outros elementos, tais como os componentes bipropelentes e antena de alto ganho foram projetados especificamente para a missão.

#### Controle de atitude e propulsão
A sonda possuía um sistema de estabilização em três eixos, com quatro rodas de reação e vinte e quatro propulsores com 1 346 kg de propelente. Para manobras maiores, era utilizado um sistema de propulsão de alta pressão e bipropelente, com mono-metil hidrazina e tetróxido de nitrogênio. Para pequenas correções orbitais, era utilizado um sistema de baixa pressão e monopropelente, com hidrazina.
Dos propulsores bipropelentes, quatro eram localizados na parte de baixo e forneciam 490 newtons de impulso para correções de curso, controle da sonda durante a manobra de inserção orbital e correções maiores durante a missão. Outros quatro propulsores eram localizados ao longo das laterais da sondas, e forneciam 22 newtons para controlar manobras de rotação.
Dos propulsores de hidrazina, oito forneciam 4,5 newtons para controlar manobras de orientação de órbita. Outros oito forneciam 0,9 newtons para compensação, ou "dessaturando", as rodas de reação. Para determinar a orientação da espaçonave, foram incluídos um sensor de horizonte, um scanner de estrelas de 6 orifícios e cinco sensores solares.

#### Comunicações
Para as telecomunicações, a sonda possuía uma antena parabólica de alto ganho de dois eixos com 1,5 m de diâmetro, montada em uma haste de 6 metros, para se comunicar com a Deep Space Network através da banda X, utilizando dois transponders GFP NASA de banda X (NXTs) e duas unidades de detecção de comando GFP (CDUs).
Mais seis antenas de baixo ganho e uma única antena de médio ganho também foram incluídas, para serem usadas durante a fase de cruzeiro enquanto a antena de alto ganho permanecia estivada, e para medidas de contingência se as comunicações através da antena de alto ganho ficassem restritas. Ao transmitir para a Deep Space Network, uma velocidade máxima de 10,66 kB/s poderia ser alcançada para o envio de dados, enquanto uma velocidade máxima de 62,5 B/s poderia ser alcançada para o recebimento de comandos.

#### Energia
A energia da sonda era fornecida através de um painel solar fotovoltaico formado de seis pequenos outros painéis solares, medindo ao todo 7,0 metros de largura e 3,7 metros de altura, fornecendo uma média de 1,147 watts. Para a sonda operar quando esta estivesse desprovida da luz solar, foram incluídas duas baterias de níquel-cádmio de 42 Ah. As baterias se recarregavam à medida que o painel solar recebesse luz solar.

#### Computação
O sistema de computação da sonda era um sistema readaptado do sistema utilizados nos satélites TIROS e DMSP. O sistema semiautônomo foi capaz de armazenar até 2 000 comandos nos 64 kB/s incluídos de memória de acesso aleatório, e executá-los em uma taxa máxima de 12,5 comandos por segundo. Os comandos também poderiam fornecer suficiente operação autônoma para a sonda por um período de até sessenta dias. Para gravar dados, foram incluídos gravadores digitais redundantes (DTR), cada um deles eram capazes de armazenar até 187,5 MB/s, para reprodução posterior na Deep Space Network.
O custo total do programa foi estimado em US$ 813 milhões.

## Instrumentos
- Mars Observer Camera (MOC): Consiste em câmeras telescópicas de ângulo estreito e de grande angular para estudar a meteorologia/climatologia e geociência de Marte.[9]
- Mars Observer Laser Altimeter (MOLA): Um altímetro a laser para definir a topografia de Marte.[10]
- Thermal Emission Spectrometer (TES): Consiste em três sensores (interferômetro de Michelson, sensor de reflectância solar, sensor de radiação de banda larga) para medir as emissões térmicas infravermelhas para mapear o conteúdo mineral das rochas da superfície, geadas e composição das nuvens, além de ser utilizado para definir a topografia de Marte.[11]
- Pressure Modulator Infrared Radiometer (PMIRR): Utiliza canais radiométricos de banda estreita e duas células de modulação de pressão para medir as emissões atmosféricas e superficiais no infravermelho, além de um canal visível para medir partículas de poeira condensadas na atmosfera e na superfície em diferentes longitudes e estações.[12]
- Gamma Ray Spectrometer (GRS): Regista o espectro de raios gama e nêutron emitidos pelo decaimento radioativo de elementos contidos na superfície do planeta.[13]
- Magnetometer and Electron Reflectometer (MAG/ER): Utiliza os componentes do sistema de telecomunicações de bordo e as estações da Deep Space Network para coletar dados sobre a natureza do campo magnético e as interações que o campo pode ter com os ventos solares.[14]
- Radio Science experiment (RS): Recolhia dados sobre o campo gravitacional e sobre a estrutura atmosférica Marte, com uma ênfase especial em alterações temporais perto das regiões polares.[15]

## Missão

### Contaminação
Antes da data de lançamento, em 25 de agosto de 1992, contaminação por partículas foi encontrada dentro da sonda. Depois de uma inspeção completa, determinou-se que seria necessária uma limpeza, que foi realizada em 29 de agosto. Foram tomadas medidas para proteger a sonda antes da passagem de Furacão Andrew que tinha atingido a costa da Florida em 24 de agosto.

### Lançamento
A Mars Observer foi lançada em 25 de setembro de 1992, às 17h05min01 UTC, da plataforma LC-40, na Estação da Força Aérea de Cabo Canaveral, no estado da Flórida, a bordo de um veículo lançador Commercial Titan III. A sequência de queima completa durou 34 minutos, após isso um Transfer Orbit Stage de combustível sólido colocou a sonda em uma trajetória de transferência de 11 meses, a uma velocidade final de 5,28 km/s em relação a Marte.

### Encontro com Marte
A Mars Observer foi programada para realizar uma manobra de inserção orbital em 24 de agosto de 1993. No entanto, o contato com a sonda foi perdido em 21 de agosto de 1993. A razão provável para a falha na sonda foi devido a fuga de vapores oxidantes do combustível, através de sistemas de pressurização mal-projetados.
Durante o cruzeiro interplanetário, a mistura de vapor tinha acumulado em linhas de alimentação e linhas de pressurização, resultando em sua explosão e ruptura após o motor ter sido reiniciado para correção de curso rotineira. Um problema semelhante ocorreu com a sonda japonesa Akatsuki em 2010, enviada a Vênus.
Embora nenhum dos objetivos primários tenham sido alcançados, a missão forneceu dados da fase de cruzeiro interplanetário, coletados até a data do último contato. Estes dados seriam úteis para missões subsequentes a Marte. Os instrumentos científicos desenvolvidos originalmente para a Mars Observer foram colocados em quatro naves espaciais subsequentes para completar os objetivos da missão. Estas sondas eram:
- Mars Global Surveyor lançada em 1996;
- Mars Climate Orbiter, lançada em 1998;
- 2001 Mars Odyssey, lançada em 2001
- Mars Reconnaissance Orbiter, lançada em 2005.

### Operações previstas
Em 24 de agosto de 1993, a sonda iria rotacionar a 180 graus e ativar os propulsores bipropelentes para reduzir sua velocidade, entrando em uma órbita altamente elíptica. Durante os próximos três meses, manobras subsequentes de "transferência para órbita inferior" (TLO) seriam realizadas quando a sonda alcançasse seu perigeu, resultando em uma órbita aproximadamente circular com um período orbital de 118 minutos em torno de Marte.
A missão primária iria começar em 23 de novembro de 1993, coletando dados durante um ano marciano (aproximadamente 687 dias terrestres). O primeiro mapa global estava previsto para ser concluído em 16 de dezembro, seguido pela conjunção solar começando em 20 de dezembro, e durando dezenove dias, terminando em 3 de janeiro de 1994; Durante este tempo, as operações da missão seriam suspendidas e o contato com a sonda não seria possível.
Em órbita de Marte a uma velocidade aproximada de 3,4 km/s, a sonda orbitaria em torno de Marte em uma órbita polar de norte a sul. À medida em que a sonda orbitaria o planeta, os sensores de horizonte indicariam a orientação da sonda enquanto as rodas de reação manteriam a orientação dos instrumentos em direção a Marte. A órbita escolhida também seria hélio-síncrona, permitindo que a sonda cruzasse a face iluminada o meio da tarde de cada sol Marciano.
Enquanto alguns instrumentos poderiam fornecer uma conexão de dados em tempo real enquanto a Terra estivesse visível pela sonda, os dados também seriam gravados nos gravadores digitais e reproduzidos na Terra todos os dias. Esperava-se que mais de 75 gigabytes de dados científicos fossem produzidos durante a missão primária, muito mais do que qualquer missão anterior a Marte. Esperava-se que o fim da vida operacional da espaçonave fosse limitada pelo esgotamento do seu propelente e pela condição das suas baterias.

## Perda de contato
Em 21 de agosto de 1993 , às 01h00 UTC, três dias antes da inserção orbital programada, houve uma "inexplicável" perda de contato com o Mars Observer. Novos comandos foram enviados a cada 20 minutos, na esperança de que a sonda pudesse recuperar o contato com a Terra, no entanto, a tentativa foi malsucedida. Não se sabe se a sonda foi capaz de seguir sua programação automática e entrar em órbita de Marte ou se sobrevoou o planeta e está agora em uma órbita heliocêntrica.

Em 4 de janeiro de 1994, um conselho de investigação independente do Laboratório de Pesquisa Naval dos Estados Unidos, anunciou suas conclusões: a causa mais provável da perda de comunicação foi uma ruptura do tanque de pressurização de combustível no sistema de propulsão da sonda. Acredita-se que o combustível poderia ter escapado das válvulas do sistema durante o cruzeiro a Marte, permitindo que o combustível e o oxidante combinem prematuramente antes de alcançar a câmara de combustão. O vazamento de combustível e gás provavelmente resultou em uma alta taxa de rotação, fazendo com que a sonda entrasse em modo de segurança, e isso interrompeu a sequência de comandos armazenada e não ativou o transmissor.
Nota do Laboratório de Pesquisa Naval dos Estados Unidos:
Como a telemetria transmitida já havia sido enviada e os esforços subsequentes para localizar ou se comunicar com a sonda falharam, a pesquisa foi incapaz de encontrar provas conclusivas apontando para um evento particular que causou a perda da sonda.
No entanto, após ter realizado extensas análises, a pesquisa relatou que a causa mais provável da perda de comunicações com a sonda em 21 de agosto de 1993, foi uma ruptura do combustível (mono-metil hidrazina, abreviada como MMH) no sistema de pressurização da sonda, resultando numa fuga pressurizada tanto de gás hélio como de mono-metil hidrazina líquida sob o isolamento multicamada da sonda. O gás e o líquido provavelmente teriam vazado sob o isolamento de forma assimétrica, resultando em uma taxa de rotação. Essa alta taxa de rotação fez com que a sonda entrasse em modo de segurança, que interrompeu a sequência de comandos armazenada e, portanto, não ativou o transmissor.
Além disso, esta alta taxa de rotação impediu a orientação adequada do painel solar, resultando no descarregamento das baterias. Entretanto, o efeito da rotação pode ser acadêmico, porque a mono-metil hidrazina liberada provavelmente danificaria os circuitos elétricos críticos dentro da sonda.
O estudo da pesquisa concluiu que a falha do sistema de propulsão provavelmente foi causada pela mistura inadvertida e a reação do tetróxido de nitrogênio e de mono-metil hidrazina dentro da tubulação de pressurização de titânio, durante a pressurização de hélio dos tanques de combustível. Esta reação causou a ruptura da tubulação, resultando em hélio e mono-metil hidrazina sendo liberada da tubulação, forçando assim a sonda a rotacionar catastroficamente, além de ter danificado seus circuitos elétricos críticos.

## Consequências
O Programa de Exploração de Marte foi formado oficialmente após o fracasso da Mars Observer em setembro de 1993. Os objetivos desse programa incluem identificar a localização de água em Marte, além de preparar as futuras missões tripuladas ao planeta.

## Galeria de imagens

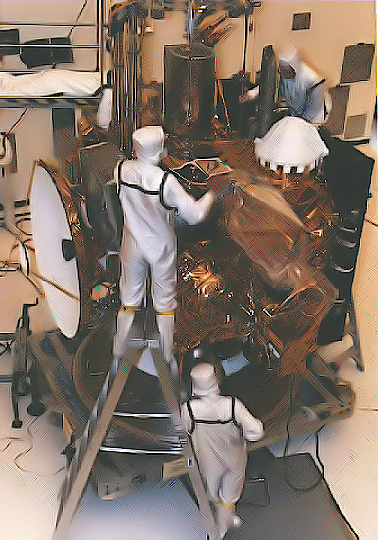
A sonda, durante sua fase de construção.
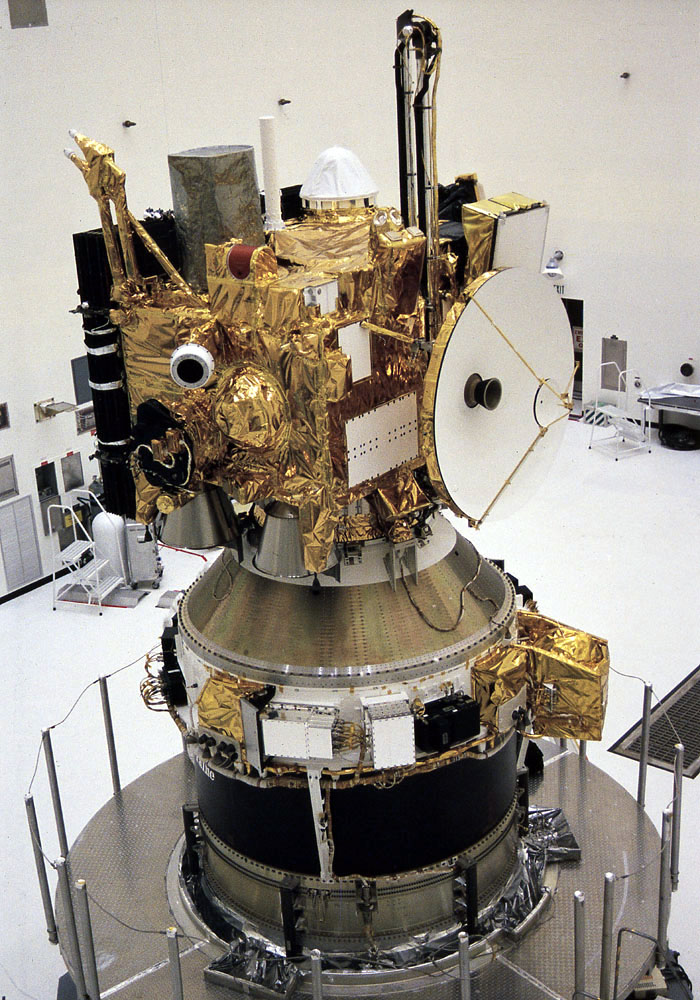
A sonda, já em fases finais de preparação para seu lançamento, 13 de agosto de 1992.
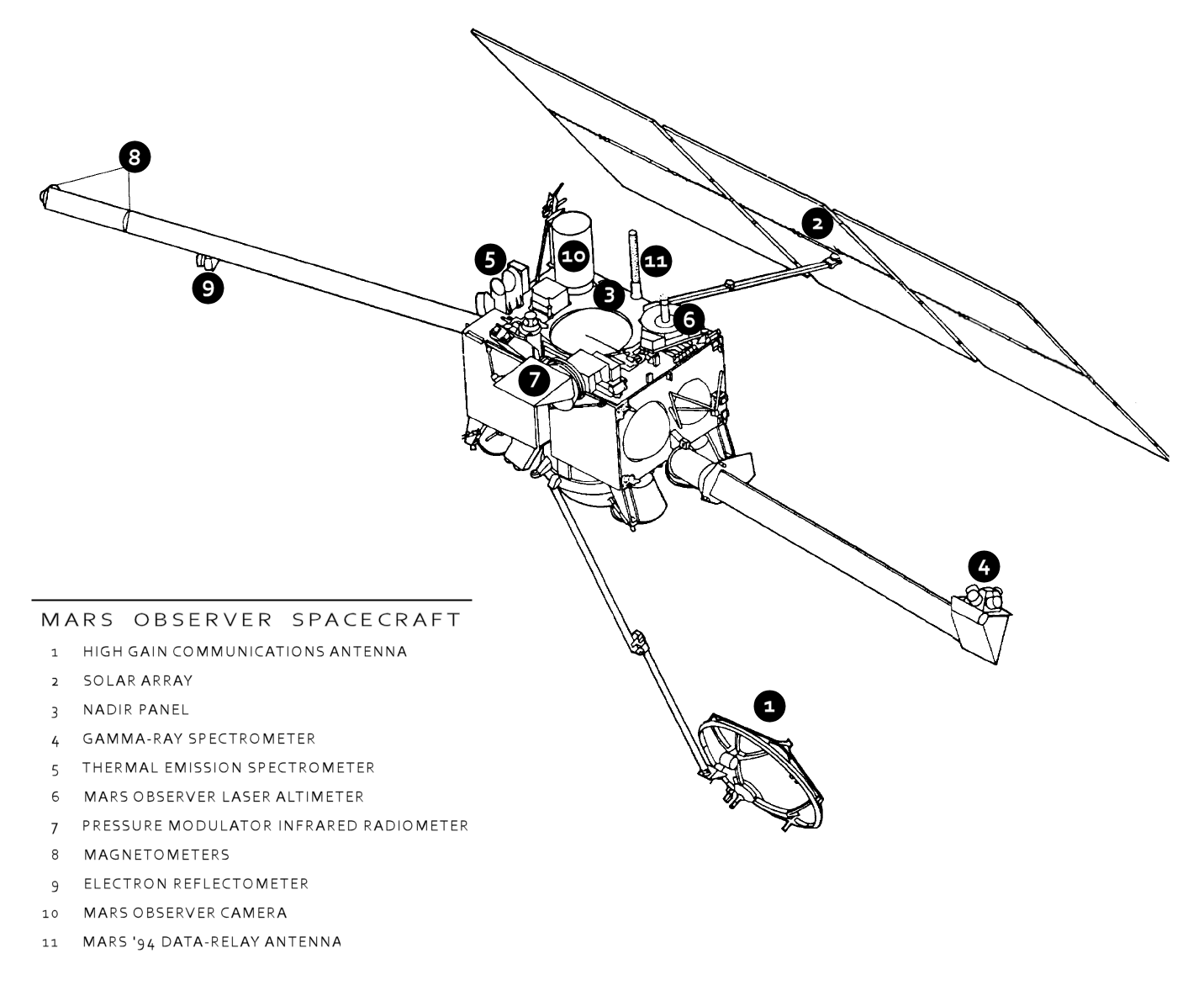
Diagrama da sonda, exibindo seus instrumentos.
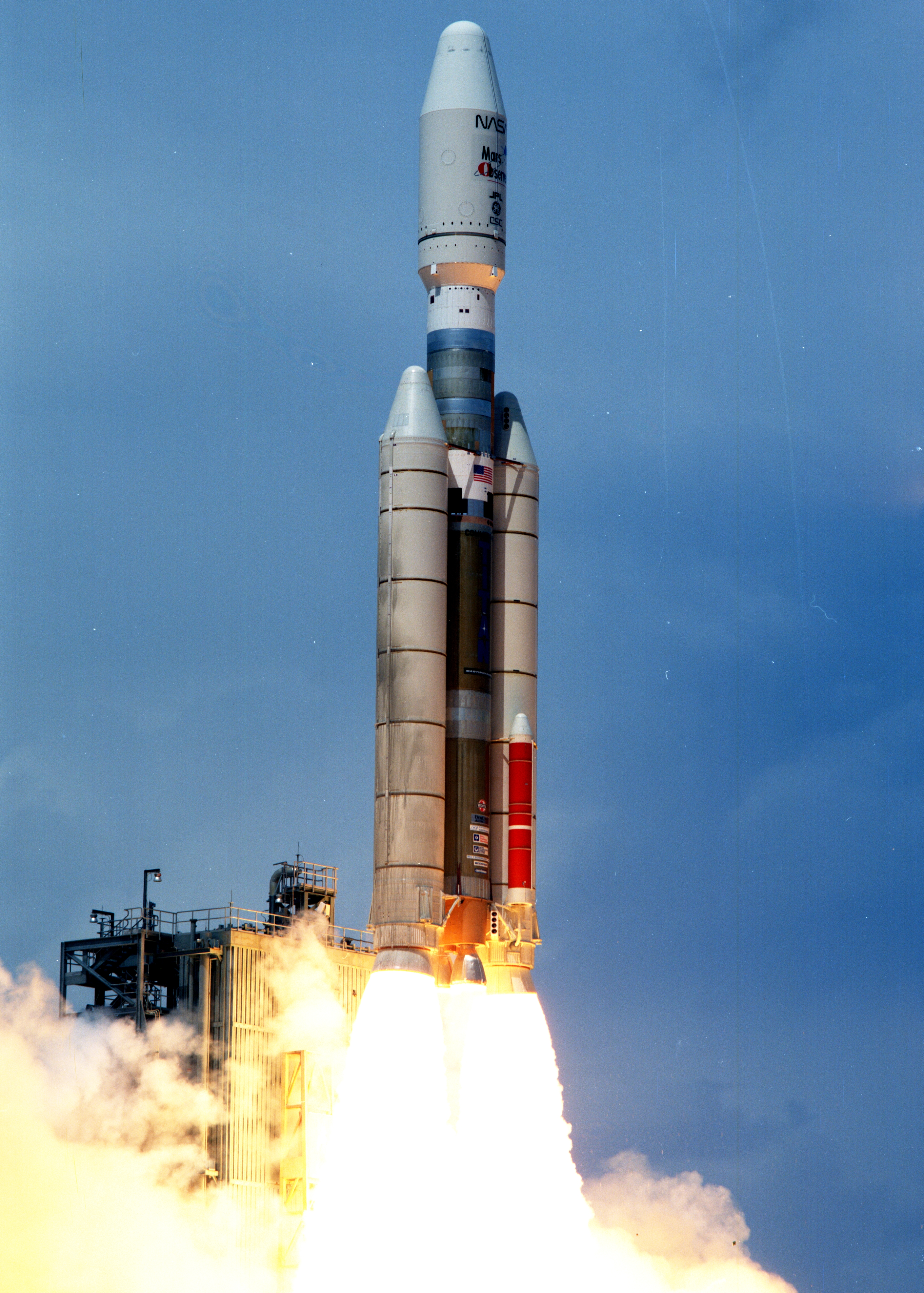
Lançamento da sonda, a bordo de um Commercial Titan III
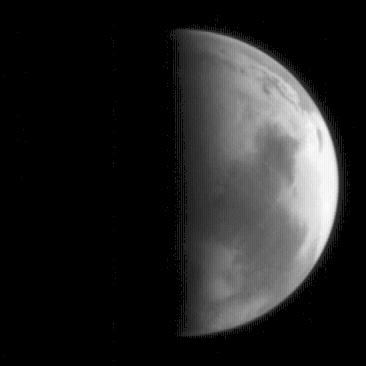
Primeira imagem de Marte, registrada pela MOC, em 27 de julho de 1993. Imagem obtida pela Mars Observer.
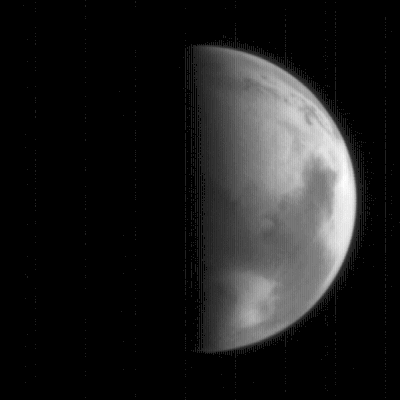
Segunda imagem registrada pela MOC, 1 hora após a imagem anterior. Imagem obtida pela Mars Observer.
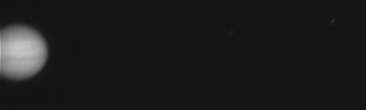
Júpiter, e suas luas: Europa (satélite) e Ganímedes, registrada pela MOC em 14 de abril de 1993. Júpiter, Europa e Ganímedes aparecem borrados pois a câmera estava sendo focada no momento da fotografia. Imagem obtida pela Mars Observer.
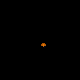
Uma das poucas imagens de grande angular da Mars Observer que estavam coloridas. Imagem obtida pela Mars Observer.
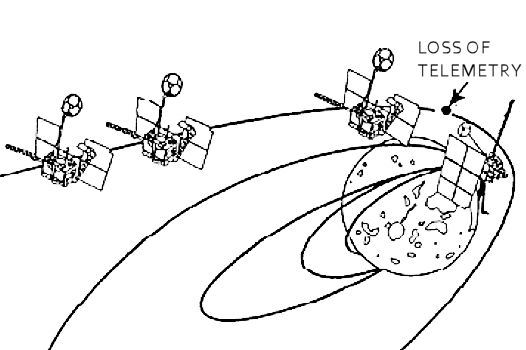
Esquemática da perda de telemetria da sonda.
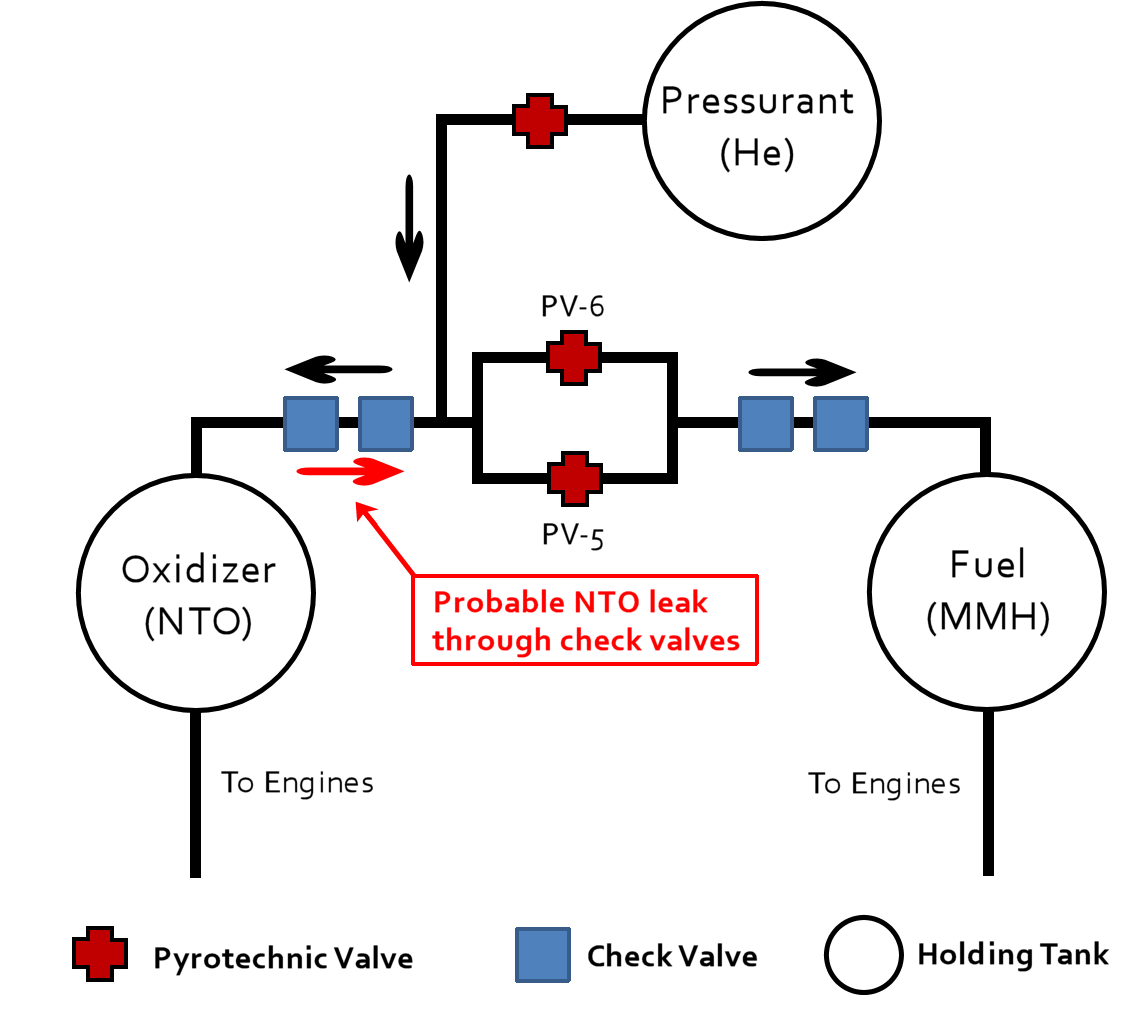
Suposto local do vazamento de combustível.
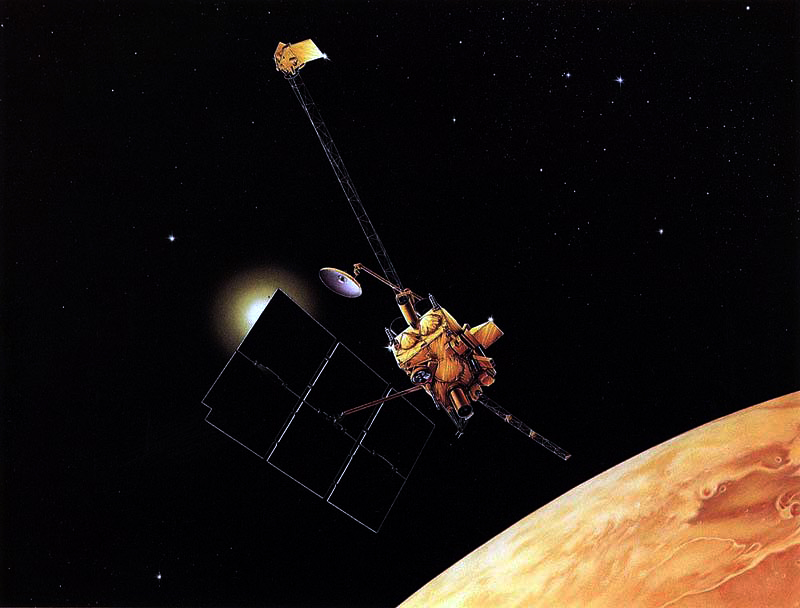
Concepção artística da sonda em órbita de Marte.